# Pascal Richter (Diplomat)
Pascal Georg Gottfried Richter (* 7. April 1963 in Tübingen) ist ein deutscher Diplomat. Er war von 2019 bis 2023 Botschafter in Gabun.

## Leben
Nach dem Abitur studierte Pascal Richter ab 1982 Rechtswissenschaften in Berlin und Tübingen, absolvierte nach der 1. Juristischen Staatsprüfung von 1989 bis 1993 das Rechtsreferendariat und legte 1993 die zweite Juristische Staatsprüfung ab. 1996 wurde er an der FU Berlin mit einer Dissertation zum Thema Die Erweiterung der Europäischen Union unter besonderer Berücksichtigung der Beitrittsbedingungen zum Dr. Jur. promoviert. Pascal Richter ist mit der Schriftstellerin Barbara Bongartz verheiratet.

## Laufbahn
1993 trat Richter in den Auswärtigen Dienst ein und absolvierte bis 1996 die Ausbildung für den höheren Auswärtigen Dienst. Sein erster Auslandseinsatz führte Richter von 1996 bis 1999 an das Generalkonsulat Ho-Chi-Minh-Stadt. Es folgten Stationen an den Botschaften in Islamabad (1999 bis 2002) und Kabul (2002 bis 2003). Nach einer Verwendung im Auswärtigen Amt übernahm Richter 2006 die Leitung der Außenstelle Masar-e-Scharif.
Dort blieb Richter bis 2007, kehrte dann als stellvertretender Referatsleiter in das Auswärtige Amt zurück und wurde 2010 an die Botschaft Duschanbe versetzt. Von 2013 bis 2016 war Richter an der Botschaft Algier tätig, kehrte dann in das Auswärtige Amt zurück und wurde im Juli 2019 zum Botschafter in Gabun mit Sitz in Libreville ernannt. In diesem Amt wurde er 2023 von Horst Gruner abgelöst.

## Weblink / Quelle
- Lebenslauf. In: Webseite der Deutschen Botschaft in Libreville. Archiviert vom Original am 26. November 2022; abgerufen am 17. März 2020.